# フェニモア・クーパー (スクーナー)
フェニモア・クーパー（USS Fenimore Cooper） は測量調査隊の艦船にテンダーボートとして随伴するためのスクーナー。バージニア州ハンプトン・ローズを出港、喜望峰を経由して太平洋全般を航海し、南シナ海、東シナ海、黄海、ベーリング海峡、北極海、アラスカの水路測量情報の収集を続けた。
その後、サンフランシスコを母港に補給任務につき、また太平洋の調査に戻った。その途中台風のため横浜沖
で座礁、破棄された。乗組員の一部は咸臨丸の太平洋横断時に、技術アドバイザーとして乗艦した。

## 1853年
フェニモア・クーパーの名前は作家であり海軍士官でもあったジェイムズ・フェニモア・クーパーに由来する。1853年に海軍に買取られる以前は、ニューヨーク市のパイロット船「スキッディ」であった。1853年3月21日に海軍のスクーナーとして就役した。

## 太平洋調査任務
フェニモア・クーパーは太平洋測量調査隊のテンダーボートとして使用するために購入された。調査隊はリングゴールド（Cadwalader Ringgold）中佐、後にはロジャース（John Rodgers）大尉に率いられ、ベーリング海峡、北太平洋、黄海、東シナ海、南シナ海を調査した。
調査隊はビンセンス（USS Vincennes）を旗艦に5隻で構成され、1858年6月11日にハンプトン・ローズを出港、喜望峰を経由して東洋に向かった。フェニモア・クーパーと他の2隻は1854年までバタビアとシンガポールの間の島嶼および水路の地図を作製し、香港で旗艦に合流した。その夏、調査隊は中国の沿岸を航行し、東インド艦隊に加わった。

## 遭難生存者の捜索
1854年9月には再び調査を開始し、北方ペトロパブロフスクへ向かった。そこで調査隊は分離し、ビンセンスは北極圏に突入、一方フェニモア・クーパーは1853年に行方不明になっていた米国の捕鯨船の生存者を見つけるためにアリューシャン列島を捜索したが、これには失敗した。
米国に戻る途中、フェニモア・クーパーはアラスカのシトカ、およびロシア領土に寄港したが、これらをアメリカ海軍の艦船が訪れたのは最初のことであった。

## サンフランシスコ補給任務
フェニモア・クーパーは1855年10月11日にサンフランシスコに到着。その後3年間メア・アイランド海軍造船所とサンフランシスコの間の補給任務についた。

## 再び調査任務へ
フェニモア・クーパーはジョン・ブルック大尉を艦長とし、1858年9月26日にサンフランシスコを出港、米国西海岸と中国の間の航路地図の作製任務についた。この際に、ハワイ諸島の近くで、多くの小島やサンゴ礁を調査、フレンチフリゲート瀬に良質のグアノの堆積を発見し、1859年1月4日に米国領とした。
フェニモア・クーパーはさらにマリアナ諸島および日本の南部の島々を測量・調査した。

## 台風
1859年8月13日には横浜に到着した。しかし23日に台風に遭遇し座礁。乗組員は全員無事で、積荷も概ね回収できたが、船体の破損は酷く、破棄された。

## 咸臨丸太平洋横断の手助け
ブルック大尉およびフェニモア・クーパーの乗組員は、横浜に滞在していた。ちょうどその時期、幕府は米国への外交使節団と、その護衛として咸臨丸による太平洋横断を予定していた。咸臨丸の司令官である軍艦奉行木村芥舟は、咸臨丸の日本人乗員の能力を不安視しており、米国海軍の軍人の同乗を求めた。使節団を運ぶポーハタンの司令官であるジョサイア・タットノールはブルックを推薦した。ブルックらは技術アドバイザーとして咸臨丸に乗船したが、途中嵐に遭遇したこともあり、米国人乗員を中心として咸臨丸は太平洋を横断した。

## 参考
- この記事はアメリカ合衆国政府の著作物であるDictionary of American Naval Fighting Shipsに由来する文章を含んでいます。 記事はここで閲覧できます。